# 土井巧
土井 巧（どい たくみ、1958年 - ）は北海道テレビ放送の元テレビプロデューサー。

## 来歴
北海道出身。北海道釧路湖陵高等学校を経て、1980年に明治大学政治経済学部経済学科卒業。1980年4月1日にHTBに入社。HTBのバラエティ番組「水曜どうでしょう」の初代プロデューサー(当時、編成担当)。 その後、宣伝部、HTBプロモーション(HTBの子会社)常務取締役を経て、2016年5月6日からHTBプロモーション代表取締役社長を務める。2018年1月31日にHTBを定年退職し、現在の肩書は著述業としている。

## 水曜どうでしょうに関して
普通、プロデューサーはディレクターより権限を持っているが、「水曜どうでしょう」では当時HTBが導入していた「編成プロデューサーシステム（制作部のトップではなく編成担当が番組制作や放送内容の責任を負う）」もあり、対等な関係にあったという。本放送「水曜どうでしょう」を一部再編集した再放送版「どうでしょうリターンズ」が放送されたのも土井がディレクター陣の意向を汲んだためである（詳細はどうでしょうリターンズを参照）。
ただし、高額な費用を使用する際はプロデューサーの許可が必要であるようで「サイコロ3」でヘリに乗るとき(1名あたり12000円）や、「原付東日本横断」で大泉洋の分のホンダ・カブ（1台15万円）を買うときは土井に許可をとっていた。
プロデューサー在任中は、藤村忠寿ディレクターとは違って自ら積極的に番組に露出することはなく、嬉野雅道ディレクター以上に発言が少ないが、ロケには参加していた。
「原付東日本横断」では追走車のドライバーをしていて、第1夜で大泉のカブを買うときに「駄目だよ」・第4夜のだるま屋・ウィリー事件で「ロデオのようだったね」と発言している。
「十勝二十番勝負」ではワイン城で安田顕（onちゃん）とワインを飲んでいた。
「クリスマス・パーティー」では、大泉が「海老の塩焼き カリフォルニア風」を作ったときに、薪の火が当たらないため、塩焼きを載せた網が付いた三脚(バーベキュー用)の網の高さを下げたときに、火が直撃したり、スタイリストの小松江里子と共に「シェフ大泉風エビチリ」をおみまいされ(食べさせられ)、咳き込んだ後、吐き出し、具合が悪くなるなど不幸が続いた。酒に酔った大泉・鈴井貴之・onちゃん(安田)がHTBの朝番組「発信!生スタ 早起きクマさん」に急遽生出演したが、事前に知らず問題を起こした後(出演後)、大泉と藤村ディレクターから早起きクマさんに出演したこと、番組の前に早起きクマさんの吉田みどり・金子哲俊両アナウンサー、ディレクター、カメラマン、音声に酒を飲ませたことを報告されたが、最後まで出演に半信半疑であった。また、大泉におつまみで「海老の塩焼き」をオーダーしたとき、大泉に「バカじゃないの、あなた」と言われた。なお、コンロの高さを下げたときや、エビチリを食べる前に顔が映った。
「生き地獄ツアー」では夜に藤村ディレクターが大泉の部屋に嬉野ディレクター・鈴井と「腹をわって話そう」として乱入したとき、一緒に部屋にいて、大泉に「不満があるのかい」などと聞いていた。
また、「シェフ大泉 夏野菜スペシャル」で登場した畑(どうでしょう農園)は、父親・土井均が所有する敷地で、父親は「農園開墾アドバイザー」として、野菜等の苗や種を用意し、農園の開墾を手伝った。
「30時間テレビの裏側全部見せます!」では、「水曜どうでしょうさん江 水曜どうでしょうプロデューサー土井巧」と書かれた祝花を番組に贈り、大泉に「自分に出した年賀状みたいなもん」と突っ込まれた。

## 制作等

### テレビ(HTB)
- モザイクな夜・モザイクな夜V3(プロデューサー)
- 水曜どうでしょう(初代プロデューサー)
- 鈴井の巣(プロデューサー)
- 鈴井の巣 presents n×u×k×i(プロデューサー)
- ドラバラ鈴井の巣(初代プロデューサー)
  - 雅楽戦隊ホワイトストーンズでは「喫茶HEROのマスター役」としても出演した。
- そして明日から(プロデューサー)

### 映画
- man-hole(プロデューサー)
- 北の零年(その他)[4]

### その他
- 水曜天幕團(広報・宣伝)